# Гуксе-Вард (громада)
Гуксе-Вард (нід. Hoeksche Waard) — муніципалітет у Нідерландах, у провінції Південна Голландія.

## Населення
Станом на 31 січня 2022 року населення муніципалітету становило 88742 осіб. Виходячи з площі муніципалітету 268,93 кв. км., станом на 31 січня 2022 року густота населення становила 330 осіб/кв. км.
За даними на 1 січня 2020 року 9,4%  мешканців муніципалітету мають емігрантське походження, у тому числі 5,4%  походили із західних країн, та 4,1%  — інших країн.